# Grand Prix de Denain 1981
La 23e édition du Grand Prix de Denain a eu lieu le 21 avril 1981. Elle a été remportée par le Belge Ferdi Van Den Haute.

## Classement final
Ferdi Van Den Haute remporte la course,.
| \| Classement général \| Classement général \| Classement général \| Classement général \| Classement général \| \| Coureur \| Coureur \| Pays \| Équipe \| Temps \| \| ------------------ \| --------------------- \| ------------------ \| ---------------------------- \| ------------------ \| \| 1er \| Ferdi Van Den Haute \| Belgique \| La Redoute-Motobécane \| \| \| 2e \| Eric Van De Wiele \| Belgique \| Capri Sonne-Koga Miyata \| \| \| 3e \| Dirk Baert \| Belgique \| \| \| \| 4e \| Didier Vanoverschelde \| France \| La Redoute-Motobécane \| \| \| 5e \| Louis Luyten \| Belgique \| Vermeer-Thijs \| \| \| 6e \| Eddy Schepers \| Belgique \| DAF Trucks-Côte d'Or-Gazelle \| \| |                       |          |                              |       |
| |                       |          |                              |       |
| Source : Cycling Archives |                       |          |                              |       |
| Classement général |                       |          |                              |       |
| Coureur | Coureur               | Pays     | Équipe                       | Temps |
| 1er | Ferdi Van Den Haute   | Belgique | La Redoute-Motobécane        |       |
| 2e | Eric Van De Wiele     | Belgique | Capri Sonne-Koga Miyata      |       |
| 3e | Dirk Baert            | Belgique |                              |       |
| 4e | Didier Vanoverschelde | France   | La Redoute-Motobécane        |       |
| 5e | Louis Luyten          | Belgique | Vermeer-Thijs                |       |
| 6e | Eddy Schepers         | Belgique | DAF Trucks-Côte d'Or-Gazelle |       |